# Trox atrox
Trox atrox es una especie de escarabajo del género Trox, familia Trogidae. Fue descrita científicamente por Leconte en 1854.
Se distribuye por la ecozona del Neártico. Habita en Canadá (Columbia Británica, Alberta, Saskatchewan, Manitoba, Ontario) y Estados Unidos (Longs Peak, Nebraska, Massachusetts, Nueva York, Pensilvania, Iowa, Indiana, Arkansas, Maryland, Texas).
Mide 6-8 milímetros de longitud. Habita debajo de la carroña y en el plumaje de los nidos de aves. Los adultos permanecen activos durante la primavera y el verano.